# João Alvares Carneiro
João Alvares Carneiro (Rio de Janeiro, 18 de outubro de 1776 – 18 de novembro de 1837) foi um médico brasileiro.
Graduado em medicina pela Universidade de Lisboa em 1796. Foi membro fundador da Sociedade de Medicina do Rio de Janeiro (atual Academia Nacional de Medicina) e seu presidente no 1º trimestre de 1831.